# Charles Mochet
Charles Mochet (* 31. März 1880 in Marokko; † 3. Juni 1934 in Lyon) war ein französischer Konstrukteur, der Anfang des 20. Jahrhunderts diverse pedal- und motorengetriebene Kleinstfahrzeuge und Liegeräder entwickelte.

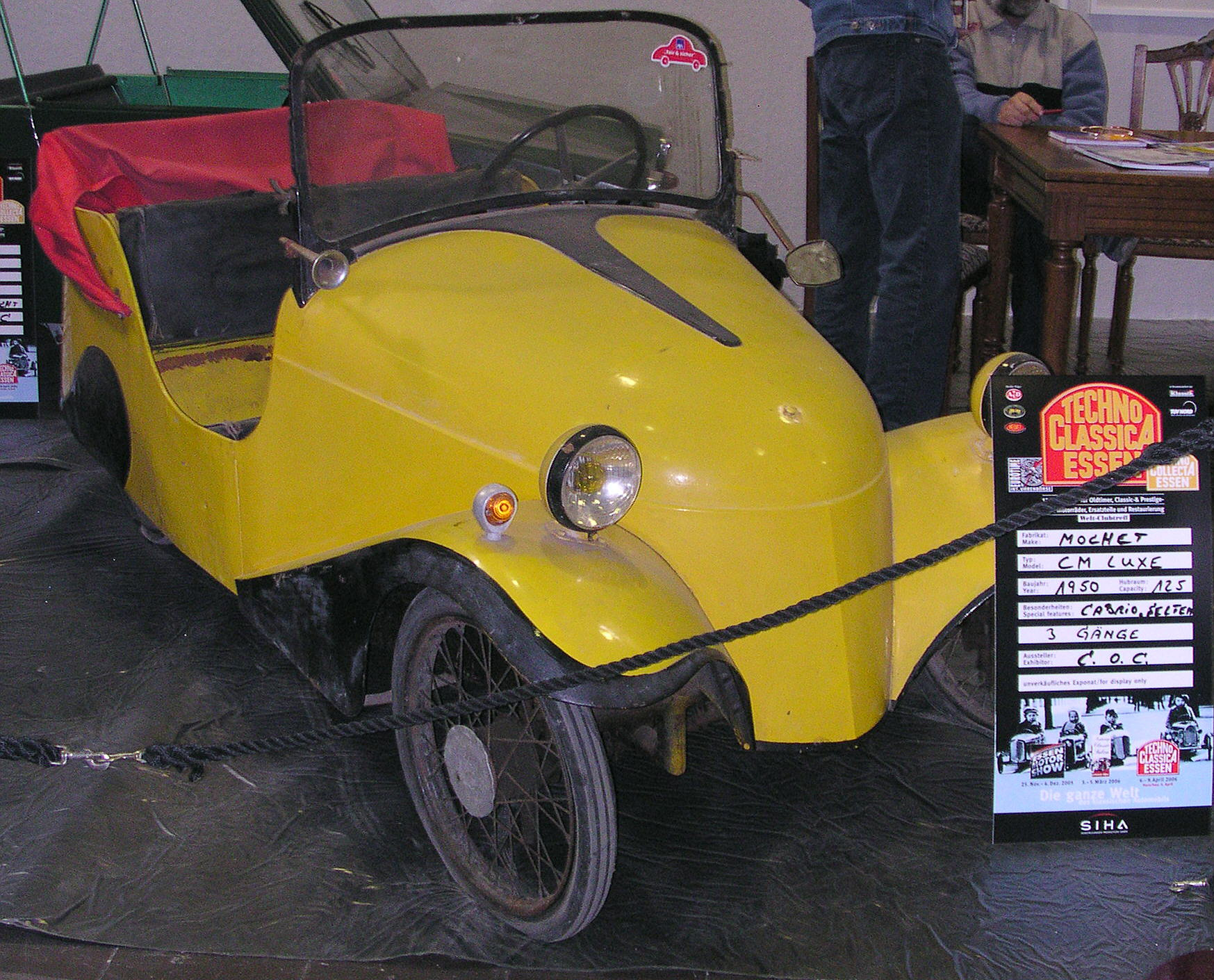
Mochet CM Luxe, Baujahr 1950, 125 cm³, 3 Gänge

Vor dem Ersten Weltkrieg baute Mochet kleine, sehr leichte Autos. Aufgrund von Befürchtungen seiner Frau, ihren Sohn Georges mit einem normalen Fahrrad fahren zu lassen, baute er ihm ein pedalgetriebenes vierrädriges Fahrzeug. Wenig später entwickelte sich ein Bedarf für diese Fahrzeuge, und Mochet entschied sich, die Fertigung von Automobilen einzustellen und sich ganz der Konstruktion von HPVs zu widmen.
Er baute ein zweisitziges, vierrädriges pedalgetriebenes Fahrzeug für Erwachsene, das er „Velocar“ nannte. Da sich der durchschnittliche Franzose aufgrund der schlechten wirtschaftlichen Situation nach dem Ersten Weltkrieg kein richtiges Automobil leisten konnte, fand das Velocar regen Absatz. Bis in die 1930er Jahre verzeichnete das Velocar steigende Verkaufszahlen. Auch während des Zweiten Weltkriegs, als es kein Benzin gab, stießen Mochets Velocars noch auf reges Interesse. 
Im Jahr 1932 baute Mochet das erste Liegerad, welches er anfangs „Velo-Velocar“ und später „Velorizontal“ nannte. In Henri Lemoine fand er zu Anfang einen guten Fahrer, der sich allerdings später weigerte, mit dem Velocar Rennen zu bestreiten. Mochets zweite Wahl fiel auf Francis Fauré, den Bruder des berühmten Radrennfahrers Benoît  Fauré, der später viele Erfolge erzielte und 1933 einen Stundenweltrekord aufstellte. 
Die Firma wurde ab 1934 nach dem Tod von Charles Mochet von seinem Sohn Georges Mochet weitergeführt.